# 白沢優奈
白沢 優奈（しろさわ ゆうな、1997年8月9日 - ）は、日本のグラビアアイドル。東京都出身。
旧芸名は山下優奈（やましたゆうな）。
『週刊プレイボーイ』のモバイル端末向けウェブサイト「週プレモバイル」などでグラビア活動をするほか、講談社が主催する女性アイドルオーディション「ミスiD2016」のファイナリストに選ばれた。

## 人物
- 好きな映画は『おおかみこどもの雨と雪』[3]。
- 好きなアイドルは乃木坂46[3]。

## 出演

### 雑誌
- BITTER（大洋図書、2016年） - 2016年2月号のグラビアページ

### WEB
- 週プレモバイル（集英社、2014年）[4]
- トキメキプロジェクト（tokimeki plus、2014年 - 2015年）[5]
- 日刊SPA!（扶桑社、2016年）[6]

### その他
- フレッシュ撮影会に散発的に出演
- グラドル自画撮り部でツイッターにアップ